# Шотландская дева

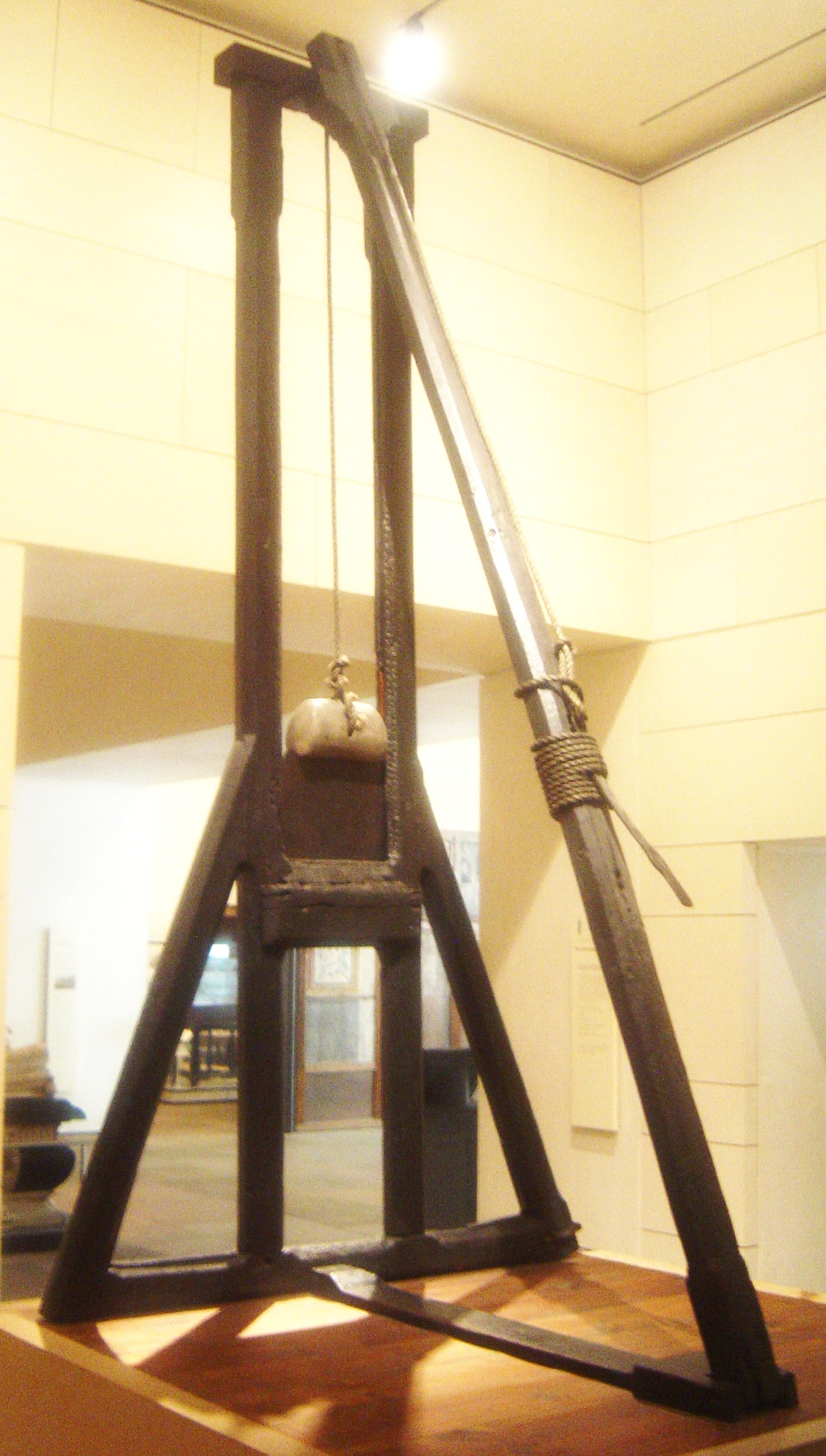
Шотландская дева в Музее Шотландии (Эдинбург)

Шотла́ндская де́ва (англ. Scottish Maiden) — разновидность механизма для исполнения смертной казни (обезглавливанием), дальняя предшественница гильотины, применявшаяся в Шотландии.

## Конструкция
На высоте около 4 футов от земли расположена перекладина, на которую осуждённый кладёт голову. К скользящему в пазах вертикальной рамы ножу приделан свинцовый груз в 75 фунтов (около 33 кг), поднятый нож удерживается штифтом, к штифту привязана верёвка. Палач рывком за верёвку выдёргивает штифт, нож свободно падает и отсекает голову.

## История
Идея механического устройства для отсечения головы витала в воздухе. В 1539 году Лукас Кранах Старший изобразил конструкцию на рисунке.
К 1563 году меч, которым казнили в Эдинбурге, пришёл в негодность от долгой службы, и в феврале были выделены средства для его замены. Мэр и городской магистрат заказали Деву, которая была изготовлена к 1564 году, о чём существуют документы. Сконструировал механизм Патрик Шэнг, за что получил платы 2 фунта, плотницкие работы выполнили Адам и Патрик Шэнг и Джордж Тод, а Эндрю Готтерсон приделал груз к лезвию. Изготовленная из дуба машина легко разбиралась и перевозилась по надобности в любое место. В 1591 году её отправляли в город Лейт для казни Уильяма Гибсона, о чём в казначействе имеется счёт за перевозку Девы туда и обратно.
Первая известная казнь состоялась 3 апреля 1565 года, был обезглавлен некий Томас Скотт.
Другими известными жертвами «девы» стали Арчибальд Кэмпбелл, 1-й маркиз Аргайл, и его сын Арчибальд Кэмпбелл, 9-й граф Аргайл. Отца-маркиза казнили после Реставрации Карла II, а сын-граф в 1685 году восстал против католика Якова VII. Обычно не говоривший о своих религиозных убеждениях, на эшафоте, прежде чем лезвие девы отрубило ему голову, он произнёс: «Я умираю не только протестантом, но и с глубокой ненавистью к католицизму, прелатству и прочему идолопоклонничеству».
Всего с 1564 до 1710 года на шотландской деве было казнено более 150 человек, после чего механизм был отставлен от активной службы. Последним на ней был казнён в 1716 году Джон Гамильтон, в драке убивший трактирщика.
Пролежавшую некоторое время без дела Деву позднее поместили в Музее древностей (ныне Шотландский музей, Эдинбург).

## Интересные факты
Если осуждённый был приговорён к казни за конокрадство, верёвку от штифта привязывали к упряжи лошади, которая, пускаясь бежать от удара плетью, тем самым приводила устройство в действие.